# Stilla veckan

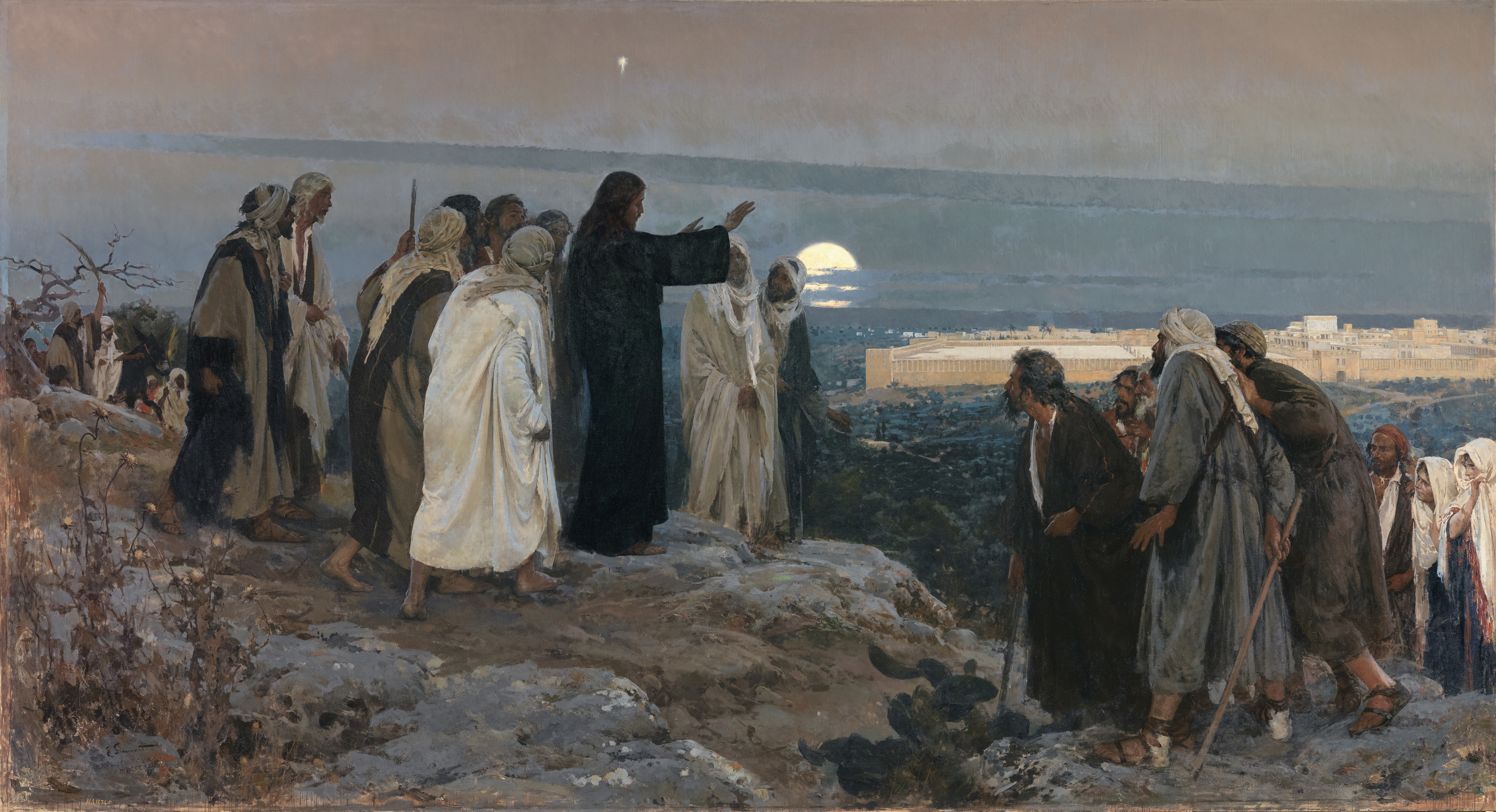
Flevit super illam av Enrique Simonet. När Jesus på Palmsöndagen förbereder sig för sitt intåg i Jerusalem, berättar Lukasevangeliet 19:41ff. att han begråter stadens öde.

Stilla veckan (även passionsveckan, dymmelveckan eller tysta veckan) är den sista veckan i fastetiden, det vill säga veckan före påskdagen. Den sträcker sig från palmsöndagen till påskafton och firas till minne av Kristi lidande och död på korset.
Felaktigt kallas veckan före påsk ibland för påskveckan, men i kyrkans kalender är det namnet på veckan efter påsk.

## De olika dagarna
De olika dagarna har traditionellt haft olika namn, men det är bara palmsöndagen, skärtorsdagen, långfredagen och påskafton som har kyrklig betydelse, med gudstjänster.
Under stilla veckan hålls ofta andakter eller gudstjänster som berättar om vad som hände under de sista dagarna i Jesus liv. Det är ett drama som brukar kallas passionsdramat och därför kallas gudstjänsterna för passionsgudstjänster. Numera är det dock på sina håll brukligt att man samlas för läsning av passionshistorien under de tre vardagarna i veckans början.
Måndagen kallas blå eller svarta måndagen, tisdagen kallas vita tisdagen. Dessa namn betecknar ursprungligen måndagen och tisdagen i fastlagen, där deras namn har en innebörd, men har i folkmun förflyttats till stilla veckan.
Onsdagen i stilla veckan har kallats dymmelonsdag, efter seden att inför påsken byta ut kyrkklockans metallkläpp mot en av trä, en så kallad ”dymmel”. Under skärtorsdag, långfredag och påskafton (triduum sacrum – 'de heliga tre dagarna') får därmed klockan en något dovare klang än vanligt. Under påskdagens gudstjänst, då man firar Jesu uppståndelse, är metallkläppen tillbaka, och klockan kan ljuda med full klang igen.